# عشق در نگاه اول (تک‌آهنگ)
عشق در نگاه اول (به انگلیسی: Instant Crush) تک‌آهنگی است از گروه الکترونیک فرانسوی، دفت پانک به همراهی موسیقی دان آمریکایی، جولین کازابلانکاز. این ترانه در ۲۲ نوامبر ۲۰۱۳ به عنوان چهارمین ترانه آلبوم خاطرات دسترسی ناگهانی (Random Access Memories) توسط شرکت نشر موسیقی کلمبیا رکوردز منتشر شد. ترانه سرا و تهیه کنندگان این ترانه، توماس بنگالتر، جولیان کازابلانکاز، گی مانوئل دو هومم هستند. سبک این ترانه الکترونیک راک، سینث پاپ و دیسکو می‌باشد. این ترانه دارای دو نسخه (نسخه آلبوم با مدت ۵:۳۸ دقیقه و نسخه ویرایش شده رادیویی ۴:۱۲) است. مجلهٔ رولینگ استون این ترانه را شمارهٔ ۵۸ در بین ۱۰۰ ترانهٔ برتر این مجله اعلام کرد.

## موزیک ویدئو
موزیک ویدئوی این ترانه توسط وارن فو کارگردانی شده است. وارن فو قبلاً مسئول آثار هنری آلبوم خاطرات دسترسی ناگهان بود. همچنین کارگردان موزیک ویدئو ی خودت را برای رقص گم کن بوده است. تونی گاردنر و آلترین، طراح کاراکترهای موزیک ویدئو از جنس موم و پشم بودند. موزیک ویدئوی این ترانه در برنامه اخبار فرانسه از شبکهٔ BFM TV در ۵ دسامبر ۲۰۱۳ به‌طور رسمی اعلام شد. نسخهٔ کامل موزیک ویدئو در روزهای بعد در شبکه ویوو منتشر شد.
موزیک ویدئوی ترانه دارای دید ۴:۳ است. داستان موزیک ویدئو از عشق دو ماکت از جنس موم است که در نمایشگاهی هستند. یک سرباز فرانسوی که شباهت‌هایی به جولین کازابلانکاز دارد و یه زن دهقان که روبروی او ایستاده است. دو ماکت موم مانند را به یک اتاق ذخیره می‌برند و طی یه حادثه آتش‌سوزی، دو ماکت به کنار هم می‌افتند و در حالی که دستهایشان در دستان هم است، به مرور ذوب می شوند. در موزیک ویدئو کلاه ربات مانند گروه دفت پانک که توسط گاردنر و آلترین مهندسی شده است، بکار رفته است. در موزیک ویدئو از داستان کوتاه نویسنده معروف دانمارکی، هانس کریستیان آندرسن به نام سرباز ثابت قدم حلبی و فیلم منطقه سپیده دم الهام گرفته شده است.

## عملکرد تجاری
ترانهٔ عشق در نگاه اول شماره ۲۹ و ۳۷ در نمودار تک‌آهنگ‌های فرانسه و سوئد به ترتیب انتشار از آلبوم خاطرات دسترسی تصادفی بود. صرف شانزده هفته در نمودار ترانه‌ها بود. این ترانه رتبهٔ ۱۹۸ در چارت تک‌آهنگ‌های UK و شمارهٔ ۱۶ در چارت بین‌المللی بیلبورد حباب‌ها زیر داغ ۱۰۰ تک آهنگ بود.